# Advocaat

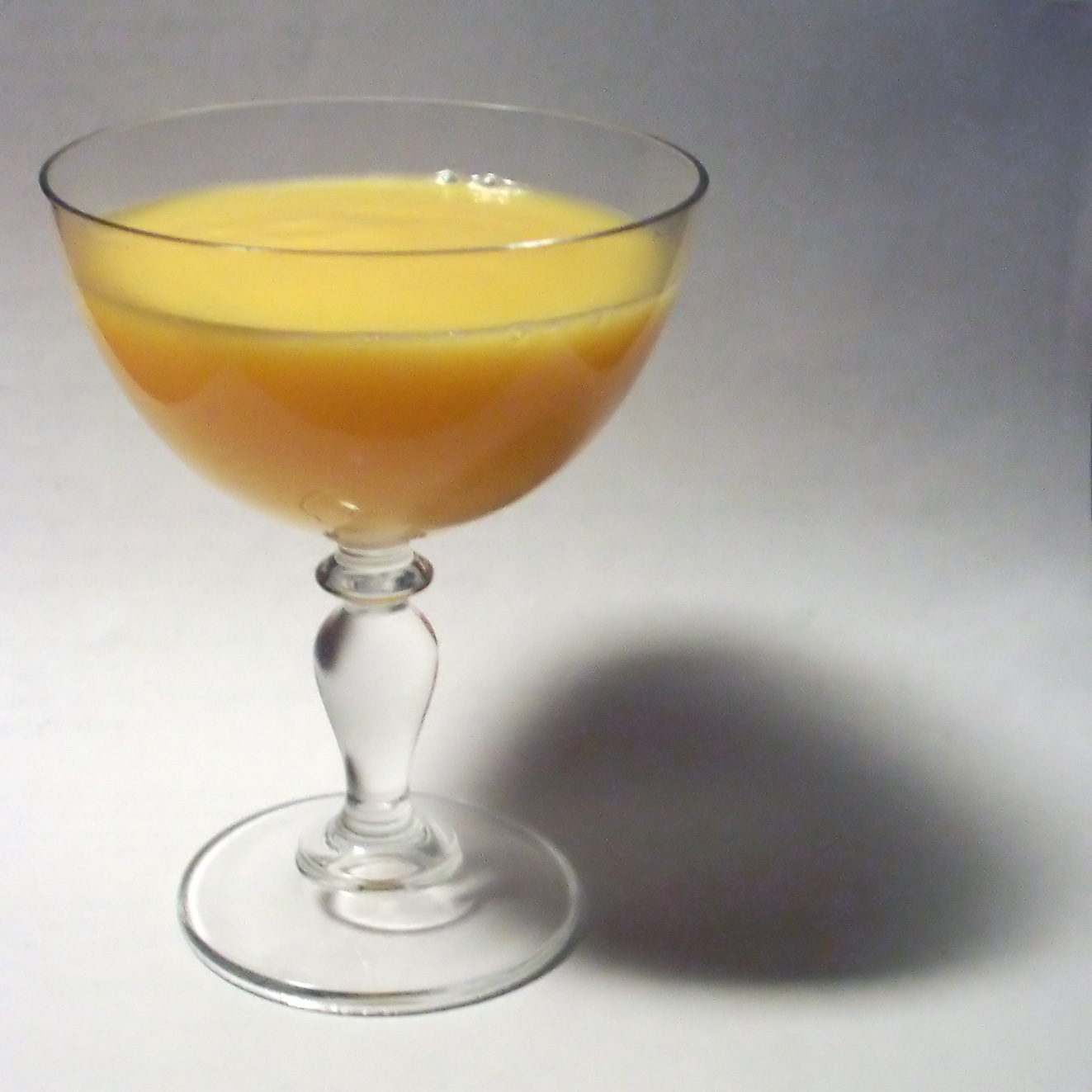
Advocaat

El advokaat o advocaat es una bebida muy similar al rompope, que se consume en Alemania, Bélgica y Países Bajos. Se trata también de un licor denso, preparado con huevo, brandy o ginebra, aromatizado con vainilla, café o chocolate.
La graduación de este licor está entre 15 y 20 grados. El advokaat se prepara usando solo las yemas. Una variante muy poco conocida y extendida es la que se hace con el huevo completo, que es una versión menos espesa, aunque generalmente está destinada a la exportación. 
Muchos neerlandeses gustan de servir el advokaat con una capa de nata montada encima. Se sirve frío y en servicio de licor, y agitado previamente.
En las Antillas se mezclaría la pulpa del aguacate con ron; y en algunas zonas, con ron envejecido ("oscuro") o sin envejecer ("blanco" o "transparente"). Cuando esta costumbre se importó a Europa, los aguacates, una fruta exótica imposible de encontrar entonces en Europa, se sustituyeron por huevo.